# 경주 황남동 상감 유리구슬
경주 황남동 상감 유리구슬(慶州 皇南洞 象嵌 琉璃玉)은 대한민국 경주 황남동에 있는 신라 미추왕릉에서 발견된 길이 24cm, 상감유리옥 지름 1.8cm의 옥 목걸이이다. 1978년 12월 7일 대한민국의 보물 제634호로 지정되었다.

## 개요
경주 황남동 상감 유리구슬(慶州 皇南洞 象嵌琉璃玉)는 경주 황남동에 있는 신라 미추왕릉에서 발견된 길이 24cm, 상감유리옥 지름 1.8cm의 옥 목걸이이다.
8가지 정도의 옥을 연결하여 만든 목걸이로, 대부분의 옥이 삼국시대 신라 무덤에서 자주 출토되는 편이지만 상감유리환옥은 처음 출토되었다.
작고 둥그런 유리 옥에는 녹색 물풀이 떠 있는 물 속에서 헤엄치고 있는, 오리 16마리와 두 사람의 얼굴이 지름 1.8cm의 작은 표면에 여러 가지 색을 써서, 세밀하게 상감되어 있다.
유리 옥의 제작지가 어느 곳인지 분명하지 않지만 얼굴 모습이 한국 사람과 차이가 난다. 수공 기술이 놀랍고 색조의 조화가 아름다운 걸작이다.

## 같이 보기
- 경주 미추왕릉

## 참고 자료
- 경주 황남동 상감 유리구슬 - 국가유산청 국가유산포털